# Hafgan
Hafgan ['havgan], auch Havgan, ist eine Figur aus der walisischen Mythologie.

## Mythologie
In der Geschichte Pwyll Pendefig Dyfed  („Pwyll, Fürst von Dyved“), dem ersten der vier Zweige des Mabinogi erscheint er als ein König der walisischen Anderswelt Annwn.  Er wird nicht genauer beschrieben, außer dass er eine Rüstung trägt. Auch sein Widersacher Arawn weiß nicht genau über ihn Bescheid. Beide Fürsten sind verfeindet und kämpfen jährlich an einer Furt. Hierbei besiegt Arawn Hafgan jedes Mal mit dem ersten Hieb, wonach Hafgan um den Todesstreich fleht, der ihn aber wiederbelebt. Als Pwyll mit Arawn die Gestalt tauscht und diesen ein Jahr lang als Fürst der Anderswelt vertritt, gelingt es ihm, Hafgan zu töten, indem er ihm den zweiten erlösenden Schlag trotz Hafgans inständiger Bitte verweigert.
„Mein Herr“, sprach Hafgan, „welches Recht hattest du, mich ums Leben zu bringen? Ich wollte nichts von dir. Auch kenne ich keinen Grund, weshalb du mich töten solltest. Aber bei Gott“, sprach er, „nachdem du begonnen hast, mir das Leben zu nehmen, mach ein Ende.“
Dadurch gewinnt Pwyll für Arawn die Herrschaft über Hafgans Reich. In der Sage wird der Überrest eines jahreszeitlichen Mythos vermutet.
Hafgan wird auch im Zusammenhang mit den Túatha Dé Danann gesehen, der die ursprüngliche Ordnung gegen das Neue, personifiziert durch Arawn und Pwyll, vertritt. Eine Entsprechung zu Hafgan findet man im ägyptischen Gott Apophis, der ebenfalls jede Nacht besiegt werden muss, damit sich die Welt wieder erneuert.